# شب تعریس
شب تعریس یا لیلةالتعریس شبی بود که محمد همراه یارانش از غزوهٔ خیبر به مدینه باز می‌گشت که در اثر خستگی به خوابی عمیق فرو رفت. بلال را مأمور کرده بودند که به هنگام نماز صبح اذان بگوید و آن‌ها را بیدار کند اما خستگی بر او نیز چیره گشت و به خواب رفت و نماز همگی قضا شد. محمد که بیدار شد بلال را گفت که چرا او را بیدار نکرده و پاسخ شنید برای همو که محمد را خوابانده سهل است که بلال را نیز بخواباند.
تعریس در لغت یعنی «فرود آمدن مسافر در آخر شب براى خواب و استراحت».

## در ادب فارسی
مولوی در «در بیان این حدیث کی ان لربکم فی ایام دهرکم نفحات الا فتعر ضوا لها» در دفتر اول مثنوی معنوی گفته‌است:
| جان کمال است و ندای او کمال  |  | مصطفی گویان أرحنا یا بلال   |
| ای بلال افراز بانگ سَلسَلت     |  | زان دمی کاندر دمیدیم در دلت |
| زان دمی کآدم از آن مدهوش گشت |  | هوش اهل آسمان بیهوش گشت     |
| مصطفی بی‌خویش شد زان خوب‌صوت   |  | شد نمازش از شب تعریس فوت    |
| سر از آن خواب مبارک برنداشت  |  | تا نماز صبحدم آمد بچاشت     |
| در شب تعریس پیش آن عروس      |  | یافت جان پاک ایشان دستبوس   |